# Население Нигера

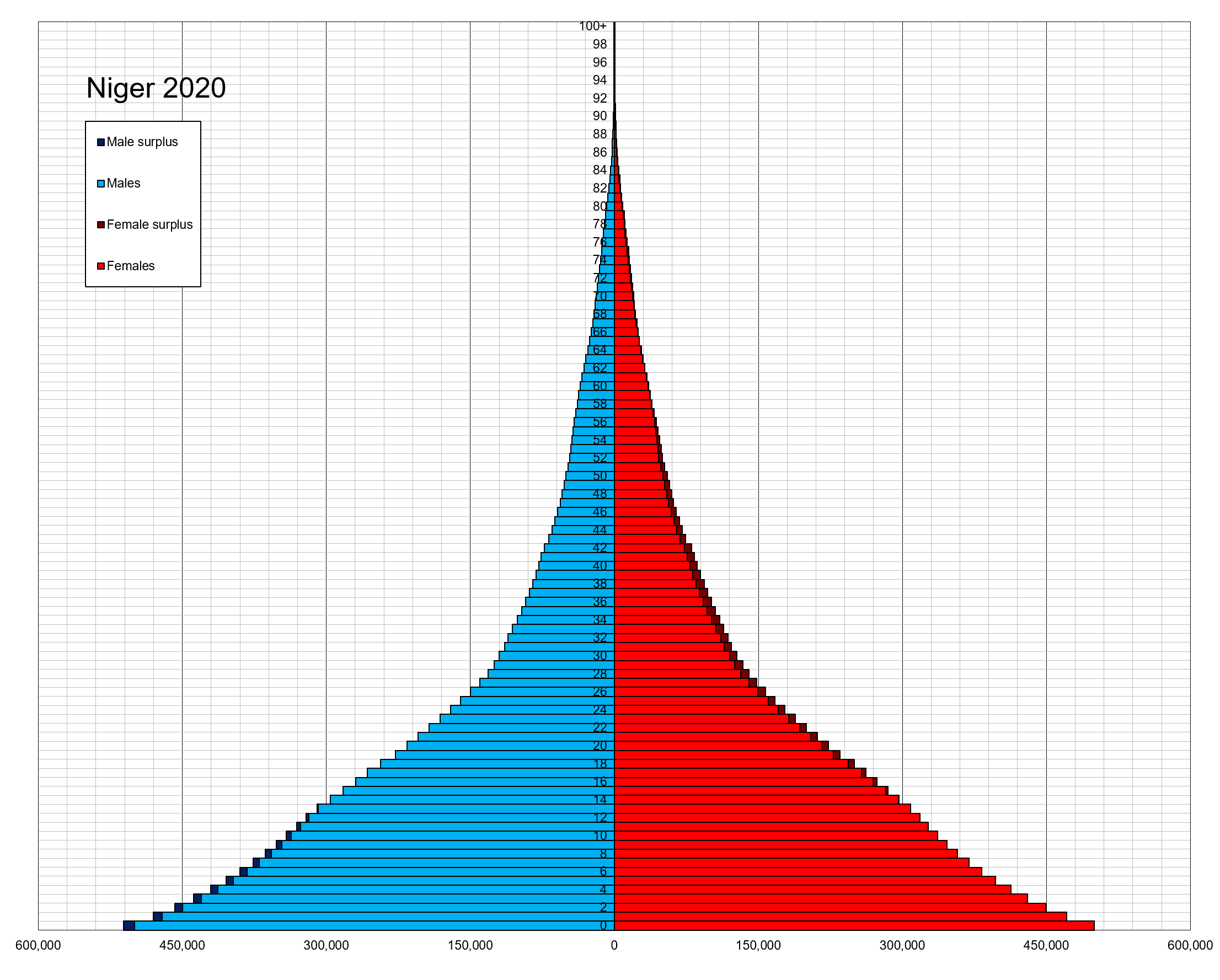
Возрастно-половая пирамида населения Нигера на 2020 год

Численность населения Нигера — 25 959 499 чел. (оценка на 2021 год).
Годовой прирост — 3,88 %;
Рождаемость — 48.5 на 1000 (фертильность — 7,25 рождений на женщину, самый высокий уровень в мире);
Смертность — 9.7 на 1000;
Эмиграция — 0,6 на 1000;
Средняя продолжительность жизни — 52 года;
Младенческая смертность — 117 на 1000 (5-е место в мире).
Заражённость вирусом иммунодефицита (ВИЧ) — 0,8 % (оценка на 2007 год).
В доколониальный период Нигер был заселен сонгаями, с X века север заселяют кочевники берберского и аравийского происхождения. В XV веке с территории современного Чада перекочевали хауса, которые ныне самый многочисленный этнос, но традиционно государствообразующим народом Нигера считается джерма.
Этнический состав: хауса - 53 %, джерма и сонгай - 21 %, туареги и тубу - 11 %, фульбе - 6,5 %, канури (манга) - 5,9 %.

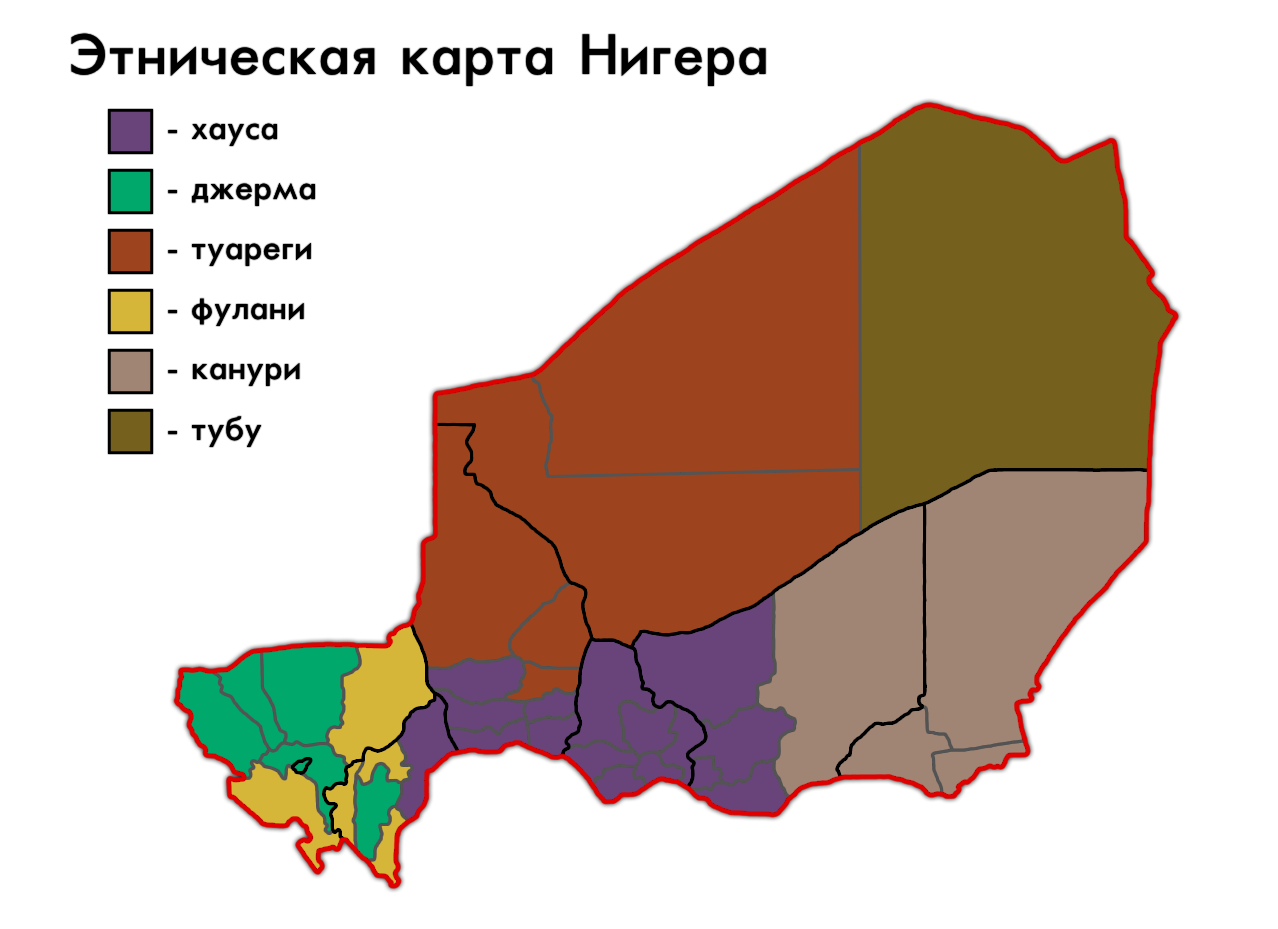
Этническая карта Нигера

Государственный язык — французский. Самые распространенные языки: хауса, сонгайский, арабский и берберские.
Грамотность населения — около 28 % (43 % мужчин, 15 % женщин).

## 5 крупнейших городов (2010)
1. Ниамей — 980 000
2. Зиндер — 238 000
3. Маради — 181 000
4. Арли — 115 000
5. Агадес — 110 000